# 俄罗斯方块环游记
《俄罗斯方块环游记》是中国搜狐旗下子公司畅游的聚变工作室开发，由腾讯游戏发行的俄罗斯方块游戏，2021年7月29日正式公测。为了满足不同玩家需求，游戏以应用程序与H5小游戏方式进行双端发行。
《俄罗斯方块环游记》获俄罗斯方块公司授权，是中国国内唯一正版授权的俄罗斯方块手机游戏。游戏上线前就获得了超过1500万预约量，得到了俄罗斯方块之父阿列克谢·帕基特诺夫的推荐。

## 游戏系统
《俄罗斯方块环游记》作为一款手机网游，可以实现多人在线和多人竞技。
游戏拥有多种丰富的玩法，例如驱逐猫头鹰、连接灯泡（点亮星星）、帮助河豚回家等。
游戏售卖游戏背景、游戏背景印花、方块外观、方块拖尾、游戏背景音乐等不影响游戏平衡的道具。